# Синонім (таксономія)

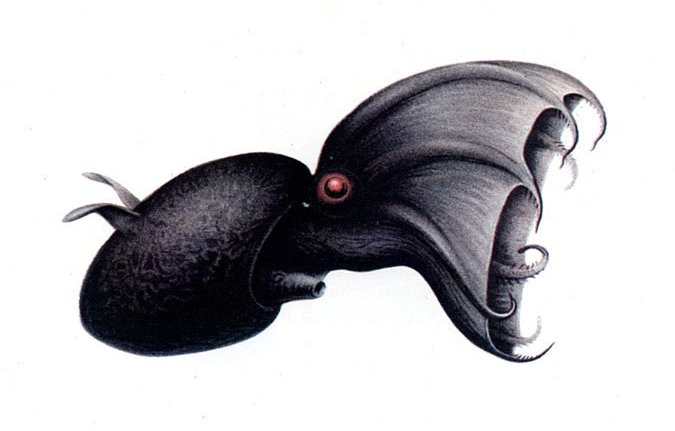
Пекельний вампір Vampyroteuthis infernalis Chun, 1903
Синоніміка цього таксона складається з десяти назв:
• Cirroteuthis macrope Berry, 1911
• Vampyroteuthis macrope Berry, 1911
• Melanoteuthis lucens Joubin, 1912
• Watasella nigra Sasaki, 1920
• Danateuthis schmidti Joubin, 1929
• Hansenoteuthis lucens Joubin, 1929
• Melanoteuthis schmidt Joubin, 1929
• Melanoteuthis beebei Robson, 1929
• Retroteuthis pacifica Joubin, 1929
• Melanoteuthis anderseni Joubin, 1931

Синонім у біологічній систематиці — дві або більше назв, якими іменують один і той самий біологічний таксон. Лише один зі всіх синонімів може бути реєстровою назвою, під якою цей таксон повинен бути відомий. Зазвичай це та назва, яку запропоновано (опубліковано належним чином) раніше за інші (правило пріоритету). Правила встановлення синонімічності назв поширюються тільки на наукові (латинські) назви таксонів і регламентуються відповідними Міжнародними кодексами номенклатури (наприклад, МКЗН).

## Принципи номенклатурних кодексів
До кінця XIX століття синонімів нагромадилося стільки, що вони стали серйозним тягарем для систематиків. Засобом позбутися безладу стало застосування Міжнародних кодексів ботанічної (або зоологічної, бактеріологічної) номенклатури, які затверджуються на міжнародних конгресах за відповідною спеціальністю. Ці кодекси мають силу, порівнянну з юридичною (хоча ніяких покарань за порушення положень Кодексів не передбачено), в тій області, яка стосується назв організмів. У будь-якого номенклатурного кодексу три основних принципи: принцип пріоритету, принцип номенклатурного типу і принцип дійсного оприлюднення назви.
Принцип пріоритету означає, що тільки один з усіх синонімів може бути назвою, під яким цей таксон повинен бути відомий. Зазвичай це той синонім, який був оприлюднений раніше за інших.
Принцип номенклатурного типу полягає в тому, що будь-яка назва має ґрунтуватися на колекційному зразку (у рослин і тварин) або на культурі мікроорганізму. Таким чином, якщо якийсь систематик захоче поділити певний вид на два види, стару назва потрібно зберегти за тим видом, до якого належить типовий екземпляр. Наприклад, якщо розділяти Ліннеївський вид Plantago major L. — Подорожник великий на два: з 6-12 насінням в коробочці і з 13-30 насінням в коробочці, то потрібно дізнатися, скільки насіння в коробочках у подорожника в типовому зразку (він зберігається в Ліннеївському гербарії Британського музею в Лондоні). Припустимо (так воно і є), що кількість насіння у типового рослини відповідає першому виду. Тоді перший вид повинен називатися Plantago major L. — Подорожник великий, а другий — Plantago uliginosa F.W.Schmidt — Подорожник болотний.
Принцип дійсного оприлюднення назви полягає в тому, що автор назви повинен при опублікуванні подбати про те, щоб усі зацікавлені особи могли прочитати і зрозуміти його публікацію. До дійсного оприлюднення будь-які назви ніякої наукової цінності не мають і не розглядаються. При цьому всі кодекси номенклатури вважають, що законною назвою будь-якого таксона може бути тільки його латинська назва (винятком є лише видові назви вірусів). Традиція давати біологічним таксонам латинські назви сходить до Середніх віків, коли латина була міжнародною мовою вчених всієї Європи. Цією мовою писалися всі наукові трактати, спілкувалися між собою вчені з різних країн.

## Термінологія
- Сукупність всіх назв, які можуть бути застосовані до таксона, за винятком назви, під якою цей таксон повинен бути відомий, називається синонімікою. Частіше під словом «синонім» мають на увазі не будь-яку з двох або більшого числа назв цього таксона, а лише ту назву, що входить до синоніміки цього таксона.
- Існування двох або більшого числа назв, якими іменують один і той самий таксон, називається синонімічністю, або синонімією.
- Той з двох синонімів, який був опублікований раніше, називається старшим синонімом.
- Той з двох синонімів, який був опублікований пізніше, називається молодшим синонімом.
- Синоніми, засновані на одному і тому ж номенклатурному типі, називаються в ботаніці гомотипними або номенклатурними синонімами; у зоології і бактеріології — об'єктивними синонімами. Інші назви таких синонімів — абсолютні або облігатні синоніми. Синонімія таких синонімів не є предметом таксономічного дослідження.
- Синоніми, засновані на різних номенклатурних типах, в ботаніці називаються гетеротипними або таксономічними синонімами; у зоології і бактеріології — суб'єктивними синонімами. Такі назви є синонімами лише постільки, поскільки вважається, що відповідні їм номенклатурні типи належать до одного таксона.

## Позначення
- Ті назви, які є синонімами, зазвичай відділяють від основної назви скороченням syn. (скор. від лат. synonymum); нерідко це скорочення і назви, що йдуть за ними, додатково поміщають в квадратні дужки. Наприклад:
Petasites spurius [syn. Tussilago spuria]
- Гомотипна синонімія позначається математичним знаком конгруентності (≡).
- Гетеротипна синонімія позначається математичним знаком рівності (=).

## Причини виникнення синоніміки
Виникнення назв, які потім переводяться в синоніміку, відбувається зазвичай з таких причин:
- Відсутність обізнаності про раніше опубліковану назву цього таксона.
- Зміна рангу таксона (наприклад, якщо ранг таксона, описаного як вид, буде знижений до інфравидового, видова назва цього таксона перейде у синоніміку.

## Синоніми і базіоніми
Та назва, на якій заснована правильна назва таксона, в ботаніці називається базіонімом цього таксона.
Наприклад, синоніміка білокопитника скельного — Petasites rubellus (J.F.Gmel.) J.Toman — включає три назви, з яких базіонімом є Tussilago rubella:
- Nardosmia saxatilis Turcz.
- Petasites saxatilis (Turcz.) Kom.
- Tussilago rubella J.F.Gmel. (базіонім)

У той самий час базіонім правильної назви таксона не завжди входить до синоніміки цього таксона. Наприклад, базіонімом назви роду Jacobaea Mill. є видова назва Senecio jacobaea L., яка входить до синоніміки виду Jacobaea vulgaris Gaertn..